# Католицька церква в Китаї
Като́лицька це́рква в Кита́ї — друга християнська конфесія Китаю. Складова всесвітньої Католицької церкви, яку очолює на Землі римський папа. Керується конференцією єпископів. Станом на 2004 рік у країні нараховувалося близько 2 964 000 католиків (0,75% від усього населення). Існувало 117 діоцезій, які об'єднували 2335 церковних парафій.  Кількість  священиків — 4559 (з них представники секулярного духовенства — 2270, члени чернечих організацій — 2289), постійних дияконів — 6, монахів — 1933, монахинь — 6079.